# Rühle (Bodenwerder)
Pour les articles homonymes, voir Rühle.
Rühle est un quartier de la commune de Bodenwerder, dans le Land de Basse-Saxe.

## Géographie

### Topographie
Rühle se situe sur la rive droite orographique de la Weser et représente le lien entre la Weser et la Suisse de Rühle. L'endroit est entouré sur deux côtés par le Weserbergland, le troisième côté s'étend vers la Weser.

## Histoire
Rühle (de Ruyle) est mentionnée pour la première fois dans des documents en 1155. Au fil du temps, l'orthographe change pour Rulen, Reule (1582) et Rühell (1610). L'orthographe actuelle de Rühle est mentionnée pour la première fois en 1625. Rühle appartenait aux comtes d'Everstein jusqu'en 1324, puis fut acquise par les comtes de Homburg. Après la mort du dernier Homburg en 1409, le duc de Brunswick-Lunebourg hérite de l'ensemble de la propriété des Homburg, y compris Rühle. Le duché devient la principauté de Brunswick-Wolfenbüttel. Rühle, comme les villages voisins, est gravement dévasté par la guerre de Trente Ans. Dans un rapport au duc Auguste II datant de 1648, les bancs de l'église furent arrachés et une partie incendiée. Aucun service ne put avoir lieu pendant 15 semaines, car l'église fut transformée en écurie.
Le 1er janvier 1973, Rühle intègre la ville de Bodenwerder.

## Personnalités
- Willi Waike (né en 1938), homme politique.